# Nefertiti

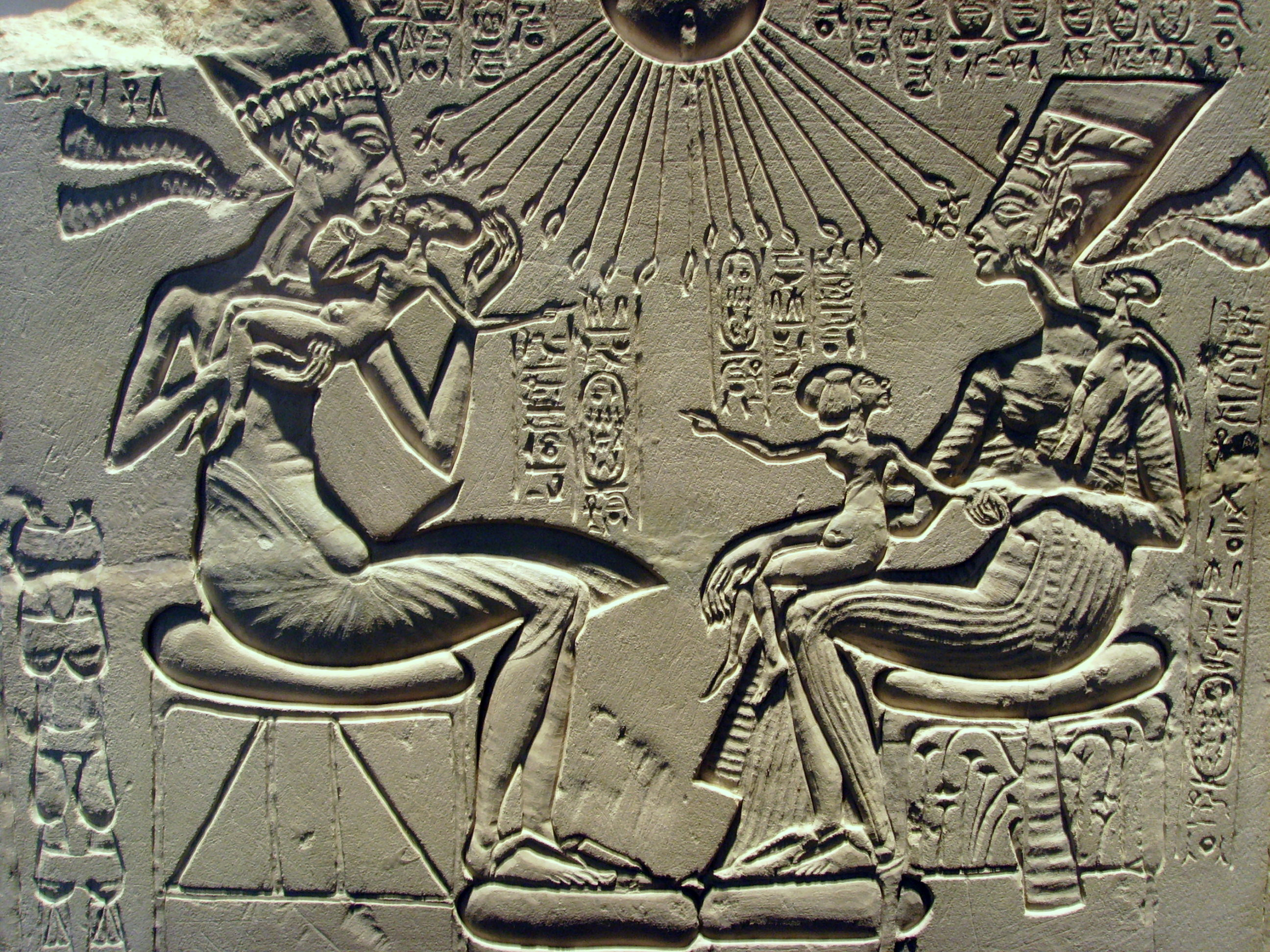
Płaskorzeźba przedstawiająca Echnatona, Nefertiti i ich troje dzieci, będąca wzorem falsyfikatu dla wymiany za głowę Nefertiti (Muzeum Egipskie w Berlinie)

| M17 | X1 · N35 · N5 | F35 | F35 | F35 | F35 | M18 | X1 · Z4 | B1 |

Neferneferuaton-Nefertiti („Piękna jest piękność Atona, piękna, która nadchodzi/nadeszła/przybyła”) – małżonka faraona Echnatona z XVIII dynastii.
Pochodzenie Nefertiti nie jest jasne. Przedstawia się teorię, jakoby była księżniczką mitannijską – co tłumaczyłoby jej imię, utożsamia się ją też z Taduhepą. Przyjmuje się także, że była córką doradcy dworu Aja, który wstąpił na tron po śmierci Tutanchamona.
Była ukochaną żoną Echnatona, z którym miała 6 córek: Meritaton, Maketaton, Anchesenpaaton, Neferneferuaton-Taszerit, Neferneferure i Setepenre. Prawdopodobnie została wyniesiona na tron jako współregent i przybrała imię Neferneferuaton („Nadzwyczajna piękność Atona”). Jako jedyna królowa w historii Egiptu jest przedstawiana na nielicznych zachowanych płaskorzeźbach w pozach zastrzeżonych dla faraonów, np. zwyciężania lub upokarzania wrogów Egiptu. Była także macochą Tutanchamona, syna ze związku Echnatona z drugorzędną żoną Kiją.
Stawiane są hipotezy, iż po śmierci swego męża objęła tron jako Anchcheperure Semenchkare. Jednak Christian Loeben z Uniwersytetu Humboldtów w Berlinie odkrył, że Nefertiti nie była następczynią męża. Zrekonstruowana przez dr. Loebena figurka grobowa (uszebti), znaleziona w Amarnie, sugeruje, że zmarła wcześniej od męża. Na figurce widnieje napis, że przedstawia ona „wielką małżonkę królewską Nefertiti, oby żyła wiecznie”. Ponieważ została nazwana żoną Echnatona, można wnioskować, że nigdy nie była jego następczynią. Trudno jednak wykluczyć, że doszła do władzy jako regentka w imieniu małoletniego Tutanchamona .
Podobnie jak Echnaton pochowana została w jego nowej stolicy Achetaton (dosł. „horyzont Atona”, obecnie Amarna). Jednak ich grób został prawdopodobnie przeniesiony do Doliny Królów. Przypisuje się im grobowiec KV55, gdzie odnalezione szczątki zidentyfikowano jako należące do Echnatona. Dawniejsza hipoteza głosiła, że anonimowa mumia z grobowca KV35 w Dolinie Królów, zwana Młodszą Damą, należy do królowej Nefertiti. Najnowsze badania wykluczyły jednak tę teorię.
Po upadku kultu Atona i odnowienia kultu Amona większość posągów i inskrypcji jej męża zniszczono lub zatarto. Z jej pamiątkami nie obchodzono się tak zdecydowanie, co może wskazywać, że to ona przywróciła stary kult.
Według pewnych wskazówek, skarby znalezione w grobie przedwcześnie zmarłego Tutanchamona mogły pierwotnie być wyposażeniem grobowców jego ojca i macochy. 6 grudnia 1912 roku Ludwig Borchardt (1863–1938) odnalazł w El-Amarna bardzo dobrze zachowane popiersie królowej. Przy podziale wykopalisk między Egipt i Niemcy strona niemiecka zaoferowała Egipcjanom w zamian kamienny ołtarz (środkową część tryptyku), który w 2009 okazał się falsyfikatem wzorowanym na płaskorzeźbie znajdującej się w zbiorach berlińskich. Popiersie jest przechowywane w Neues Museum w Berlinie. Rząd Egiptu ponawia próby odzyskania historycznego dzieła, które jego zdaniem jest skradzione. Rzeźba ta, przedstawiająca głowę kobiety z długą szyją i przysługującym faraonom nakryciem głowy, stała się symbolem starożytnego kanonu piękna.
Wraz z małżonkiem Nefertiti wprowadzała kult jedynego boga – Atona, symbolizowanego przez tarczę słoneczną. Niespotykany wcześniej monoteizm stanowił zasadniczą przyczynę konfliktu ze stanem kapłańskim, przede wszystkim z kapłanami Amona.

## W masowej kulturze współczesnej
Postać królowej i niejasnej towarzyszki Echnatona stała się jako enigmatyczna postać bohaterką oraz stworzyła kanwę tematyczną dla licznych utworów beletrystyki współczesnej, jak m.in.: 
- Jerzy Głowacki: Testament królowej Nefertite (Warszawa 1971, Iskry)
- Agnieszka Stelmaszyk: Tajemnica klejnotu Nefertiti (Kraków 2010, Zielona Sowa)
- Christian Jacq: Echnaton i Nefertiti (Warszawa 2007, Świat Książki/Bertsmann)
- Nick Drake: Zaginiona królowa Egiptu (Warszawa 2013, Bellona)
- Victoria Gische: Kochanka królewskiego rzeźbiarza (Warszawa 2014, Bellona)

a także zbioru poezji:  
- Włodzimierz Tiendriakow: Spotkanie z Nefretete (Warszawa 1967, PIW)